# Patyegarang
Patyegarang, née vers 1775, est une jeune femme aborigène du clan cammeraygal (en) du peuple darug. Elle est connue pour son amitié avec William Dawes, lui apprenant la langue darug (en) et permettant ainsi que cette langue, éteinte par la suite, soit redécouverte et réapprise à partir de la fin du XXe siècle.

## Biographie
Son nom signifie « kangourou gris » (son animal totem) en darug, et elle est issue d'un des peuples autochtones de la côte nord de la baie de Sydney. Elle est âgée d'environ 14 ou 15 ans lorsqu'en 1790 elle rencontre le lieutenant William Dawes, officier de la Royal Navy établi à Sydney Cove pour y pratiquer l'astronomie dans un observatoire qu'il a fait construire ; elle s'est alors récemment soumise aux scarifications rituelles qui marquent son entrée dans l'âge adulte.
Les deux se lient d'amitié (sans, semble-t-il, devenir amants), et s'apprennent l'un à l'autre leurs langues respectives et des aspects de leurs cultures. William Dawes note leurs conversations dans son journal intime. L'historien Ross Gibson note que si William Dawes, polymathe, est « un génie autodidacte », son journal témoigne de la grande intelligence de Patyegarang également. Elle lui apprend les conceptions qu'a son peuple de l'astronomie et les histoires et légendes qui y sont associées ; il lui apprend des connaissances et coutumes des Britanniques, qu'elle relate à sa communauté. Elle lui apprend le darug, et il établit ainsi la toute première transcription, par qui que ce soit, d'une langue aborigène d'Australie ; elle se montre moins enclin que lui à apprendre l'anglais en retour, mais il lui enseigne des bases de cette langue et commence à lui apprendre à lire,.
Ce journal fait apparaître l'affection réciproque entre le Britannique et l'adolescente darug ; ils se taquinent mutuellement ; il l'appelle « Patye » et elle l'appelle « Mr D ». Leurs échanges sont faits d'« émotion, d'humour, de discussions intellectuelles et de respect mutuel »,. William Dawes quitte l'Australie en décembre 1791, expulsé par le gouverneur Arthur Phillip pour insubordination, et l'Histoire ne conserve aucune trace du devenir de Patyegarang après cette date.
La transcription par William Dawes de ce que la jeune femme lui a appris demeure le seul « compte-rendu de première main » de la langue darug, et a permis aux linguistes de reconstruire partiellement, à parti de la fin du XXe siècle, cette langue devenue langue morte, pour ceux qui souhaitent l'apprendre. La découverte de l'histoire de Patyegarang dans les journaux de William Dawes à Londres en 1972 a par ailleurs suscité de l'intérêt et des créations artistiques australiennes la commémorant. Le musée de Sydney relate l'histoire de Patyegarang et de William Dawes à partir des années 1990. En 2008, le roman historique Le Lieutenant (en) (The Lieutenant) de Kate Grenville est une version romancée de l'histoire de William Dawes et de Patyegarang, en changeant leurs noms. En 2008 également, le service de média public Special Broadcasting Service diffuse sa série télévisée documentaire First Australians (en), dont le premier épisode couvre notamment l'histoire de Patyegarang,. 
En 2014, la compagnie aborigène de danse contemporaine Bangarra Dance Theatre (en) crée Patyegarang à l'opéra de Sydney, un spectacle qui imagine l'histoire de la jeune femme et sa relation avec William Dawes du point de vue de l'adolescente ; la personnage centrale éponyme y est incarnée par la danseuse aborigène Jasmin Sheppard,,. En 2015 la sculpture Yininmadyemi de l'artiste Tony Albert (en) est inaugurée au Hyde Park de Sydney pour commémorer les soldats aborigènes de la Force de défense australienne ; le titre de l'oeuvre est un mot enseigné par Patyegarang à Williame Dawes et signifie « tu as laissé chuter ». En 2023, l'artiste de rue Fintan Magee (en) réalise l'oeuvre Lost Figures, peinture murale représentant Patyegarang et William Dawes sur deux bâtiments au 510 Wilson Street à Darlington, banlieue intérieure de Sydney ; il s'agit pour l'artiste de commémorer ces deux personnes qui ont contribué à la préservation d'une culture aborigène. Le 26 janvier 2024, pour Australia Day (la fête nationale), le Conseil d'Australia Day de Nouvelle-Galles du Sud fait afficher en commémoration son portrait ainsi que ceux de Barangaroo, Nanbarry et Pemulwuy sur les voiles de l'opéra de Sydney,. C'est un portrait imaginaire, car aucun portrait de son apparence réelle ne subsiste.